# Братья святого Франциска Ксаверия
Братья святого Франциска Ксаверия, другие варианты — Братья-ксавериане, официальное название — Конгрегация братьев святого Франциска Ксаверия (лат. Congregatio Fratrum a S. Francisco Xaverio, SFX) — католическая мужская монашеская конгрегация.

## История
Конгрегация Братьев святого Франциска была основана 5 июня 1839 года в городе Брюгге бельгийским священником Теодором Рийкеном для наставления и воспитания молодёжи. Первоначально конгрегация Братьев святого Франциска Ксаверия работала в епархии Брюгге. 4 сентября 1841 года конгрегация была утверждена на епархиальном уровне епископом Брюгге Франсуа-Рене Буссеном. 22 октября 1846 года в конгрегации были приняты первые монашеские обеты.
С 1848 года Братья святого Франциска Ксаверия стали работать в Великобритании. Позднее они стали заниматься миссионерской деятельностью в США и Бельгийском Конго. C 1887 года члены конгрегации работали в Шкодере, где они основали высшее учебное заведение, которое стало одним из важных центров по изучению албанского языка и литературы.
10 декабря 1927 года Устав конгрегации был одобрен в Святом Престоле и утверждён 12 января 1931 года Римским папой Пием XI

## В настоящее время
Члены конгрегации занимались образовательной деятельностью, основав многочисленные средние и высшие учебные заведения в различных странах.
В настоящее время Братья святого Франциска Ксаверия работают в Бельгии, Боливии, Гаити, Литве, Кении и США. Генеральный дом конгрегации находится в Балтиморе.
На 31 декабря 2005 года насчитывалось 227 членов конгрегации и 82 монашеские общины.

## Источник
- Annuario Pontificio, Libreria Editrice Vaticana, 2003, Città del Vaticano 2007. ISBN 978-88-209-7908-9.
- Enciclopedia Universale Rizzoli Larousse (15 voll.), Rizzoli editore, Milano 1966—1971.
- Guerrino Pelliccia e Giancarlo Rocca (curr.), Dizionario degli Istituti di Perfezione (10 voll.), Edizioni paoline, Milano 1974—2003.
- Catholic Encyclopedia Архивная копия от 8 июля 2014 на Wayback Machine